# Edward Adams (chirurgo)
Edward Adams (Great Barton vicino a Bury St Edmunds, 24 febbraio 1824 – Sierra Leone, 12 novembre 1856) è stato un naturalista, chirurgo navale inglese.

## Biografia
Adams già da bambino si interessava alla Storia Naturale.
Si specializzò come chirurgo nell'aprile 1847 e, nell'agosto dello stesso anno, divenne aiuto chirurgo nello Haslar Hospital della Royal Navy, a Gosport.
Dopo tre mesi si trasferì al Naval Hospital di Devonport. 
Quattro mesi più tardi, si unì come volontario alla spedizione di James Clark Ross nell'Artico alla ricerca di Sir John Franklin. Adams era a bordo della HMS Investigator sotto il comando del Capitano Bird. Salparono nel maggio 1848, ma ritornarono 18 mesi dopo senza successo.
Nel gennaio 1850, Adams partì con un'altra spedizione alla ricerca di Franklin. Questa volta si trovava a bordo della HMS Enterprise sotto il comando del Capitano Richard Collinson. In agosto raggiunsero lo Stretto di Bering e Adams fu sbarcato a St. Michael, appena a nord del delta dello Yukon, per verificare rapporti relativi a possibili sopravvissuti dell'equipaggio di Franklin.
Si riunì all'Enterprise nel luglio 1851, veleggiando verso est a sud dell'isola di Banks e dell'isola Victoria, spingendosi più a est di quanto fatto in precedenza da qualunque altra nave.
Fece ritorno in Inghilterra nel 1855.
Adams superò gli esami per diventare chirurgo navale ordinario ("full naval surgeon") e, nel maggio 1856, salpò versò l'Africa occidentale a bordo della nave a vapore Hecla. 
Morì a bordo di essa per il tifo e fu sepolto in Sierra Leone.
Adams fu commemorato dal suo amico George Robert Gray nel nome Gavia adamsii assegnato alla Strolaga beccogiallo.